# Огива Уэссекская
Огива Уэссекская (Эдгива, англ. Eadgifu; 902 — после 955) — королева Западно-Франкского королевства в 919—922 годах по браку с Карлом III Простоватым.

## Биография

### Рождение
Огива родилась в Уэссексе в 902 году. Она была дочерью короля Англии Эдуарда Старшего и его второй жены Эльфледы Уэссекской, внучка короля Альфреда Великого.

### Замужество за французским королём
В 919 году Огива стала второй женой правителя Западно-Франкского королевства Карла III Простоватого, после кончины в 917 году Фредеруны, его первой жены.

### Побег в Англию
В 922 году Карл III был свергнут, а на следующий год его захватил в плен граф Герберт II де Вермандуа, союзник правящего короля. В 923 году ради безопасности своего сына Людовика Огива увезла его в Англию, где он оставался до 936 года, когда его вызвали обратно во Францию чтобы провозгласить королём.

### Семья и дети
- с 919 года — король Западно-Франкского государства Карл III Простоватый (898—922). Дети:
  - Людовик IV Заморский, король Западно-Франкского государства.
- с 951 года — Герберт III д’Омуа (около 927—982), граф Омуа